# Kostelíček (Středolabská tabule)
Kostelíček (241 m n. m.) je vrch v okrese Nymburk Středočeského kraje. Leží asi 1,5 km jjz. od města Městec Králové na jeho katastrálním území.

## Geomorfologické zařazení
Geomorfologicky vrch náleží do celku Středolabská tabule, podcelku Mrlinská tabule, okrsku Královéměstecká tabule a podokrsku Lovčická tabule